# Halorates
Halorates is een geslacht van spinnen uit de familie hangmatspinnen (Linyphiidae).

## Soorten
De volgende soorten zijn bij het geslacht ingedeeld:
- Halorates concavus Tanasevitch, 2011
- Halorates reprobus (O. P.-Cambridge, 1879)
- Halorates sexastriatus Fei, Gao & Chen, 1997